# Puchar Ministra Obrony Narodowej 2009
Puchar Ministra Obrony Narodowej 2009 – 48. edycja wyścigu kolarskiego o Puchar Ministra Obrony Narodowej, która odbyła się 14 sierpnia 2009 na liczącej 196 kilometrów trasie z Opatowa do Kozienic; wyścig był częścią UCI Europe Tour 2009.

## Klasyfikacja generalna
| \| Klasyfikacja generalna \| Klasyfikacja generalna \| Klasyfikacja generalna \| Klasyfikacja generalna \| Klasyfikacja generalna \| \| Kolarz \| Kolarz \| Państwo \| Drużyna \| Czas \| \| ---------------------- \| ---------------------- \| ---------------------- \| ---------------------- \| ---------------------- \| \| 1. \| Tomasz Kiendyś \| Polska \| CCC Polsat Polkowice \| 4h 46' 01" \| \| 2. \| Kanstancin Klimiankou \| Białoruś \| Białoruś \| + 7" \| \| 3. \| Mateusz Taciak \| Polska \| Mróz Continental Team \| + 57" \| \| 4. \| Wojciech Halejak \| Polska \| DHL-Author \| + 57" \| \| 5. \| Piotr Zieliński \| Polska \| CCC Polsat Polkowice \| + 58" \| \| 6. \| Łukasz Modzelewski \| Polska \| Legia-Felt \| + 58" \| \| 7. \| Krzysztof Jeżowski \| Polska \| CCC Polsat Polkowice \| + 2' 45" \| \| 8. \| Piotr Krajewski \| Polska \| Legia-Felt \| + 2' 45" \| \| 9. \| Robert Radosz \| Polska \| Mróz Continental Team \| + 2' 45" \| \| 10. \| Bartłomiej Matysiak \| Polska \| CCC Polsat Polkowice \| + 2' 45" \| |                       |          |                       |            |
| |                       |          |                       |            |
| Źródło: ProCyclingStats |                       |          |                       |            |
| Klasyfikacja generalna |                       |          |                       |            |
| Kolarz | Kolarz                | Państwo  | Drużyna               | Czas       |
| 1. | Tomasz Kiendyś        | Polska   | CCC Polsat Polkowice  | 4h 46' 01" |
| 2. | Kanstancin Klimiankou | Białoruś | Białoruś              | + 7"       |
| 3. | Mateusz Taciak        | Polska   | Mróz Continental Team | + 57"      |
| 4. | Wojciech Halejak      | Polska   | DHL-Author            | + 57"      |
| 5. | Piotr Zieliński       | Polska   | CCC Polsat Polkowice  | + 58"      |
| 6. | Łukasz Modzelewski    | Polska   | Legia-Felt            | + 58"      |
| 7. | Krzysztof Jeżowski    | Polska   | CCC Polsat Polkowice  | + 2' 45"   |
| 8. | Piotr Krajewski       | Polska   | Legia-Felt            | + 2' 45"   |
| 9. | Robert Radosz         | Polska   | Mróz Continental Team | + 2' 45"   |
| 10. | Bartłomiej Matysiak   | Polska   | CCC Polsat Polkowice  | + 2' 45"   |